# A Mother's Confession
A Mother's Confession est un film américain réalisé par Ivan Abramson, sorti en 1915. 

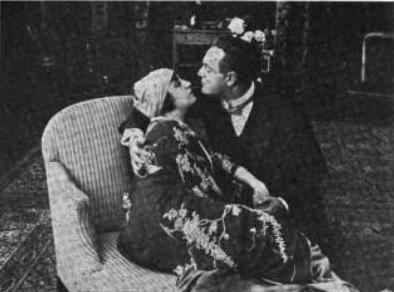
Une scène du film A Mother's Confession.

C'est dans ce film que l'acteur Otto Kruger fait ses débuts au cinéma.

## Fiche technique
- Réalisation : Ivan Abramson
- Scénario : Ivan Abramson
- Production : 	Ivan Film Productions
- Durée : 5 bobines
- Date de sortie : août 1915

## Distribution

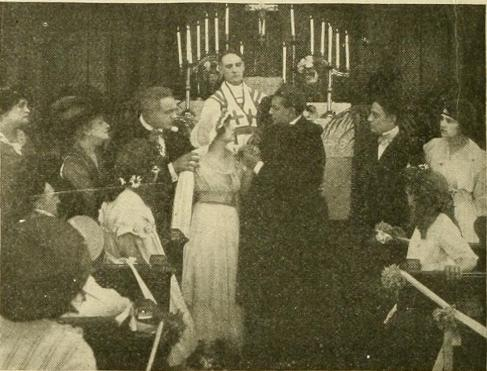
La scène du mariage du film.

- Christine Mayo : Lola Patterson
- Austin Webb : Fred Warren
- Otto Kruger : Henry Patterson
- Margaret Adair : Muriel Warren
- Carrie Reynolds[2]
- Sidney Mason
- Ned Nye